# Thranius granulatus
Thranius granulatus là một loài bọ cánh cứng trong họ Cerambycidae.